# 小行星8706
小行星8706（英語：8706 Takeyama）是一颗围绕太阳公转的小行星。1994年2月3日，小林隆男在大泉天文台发现了此天体。
这颗小行星的绝对星等为43.67019045236588等。